# Культура кулястих амфор

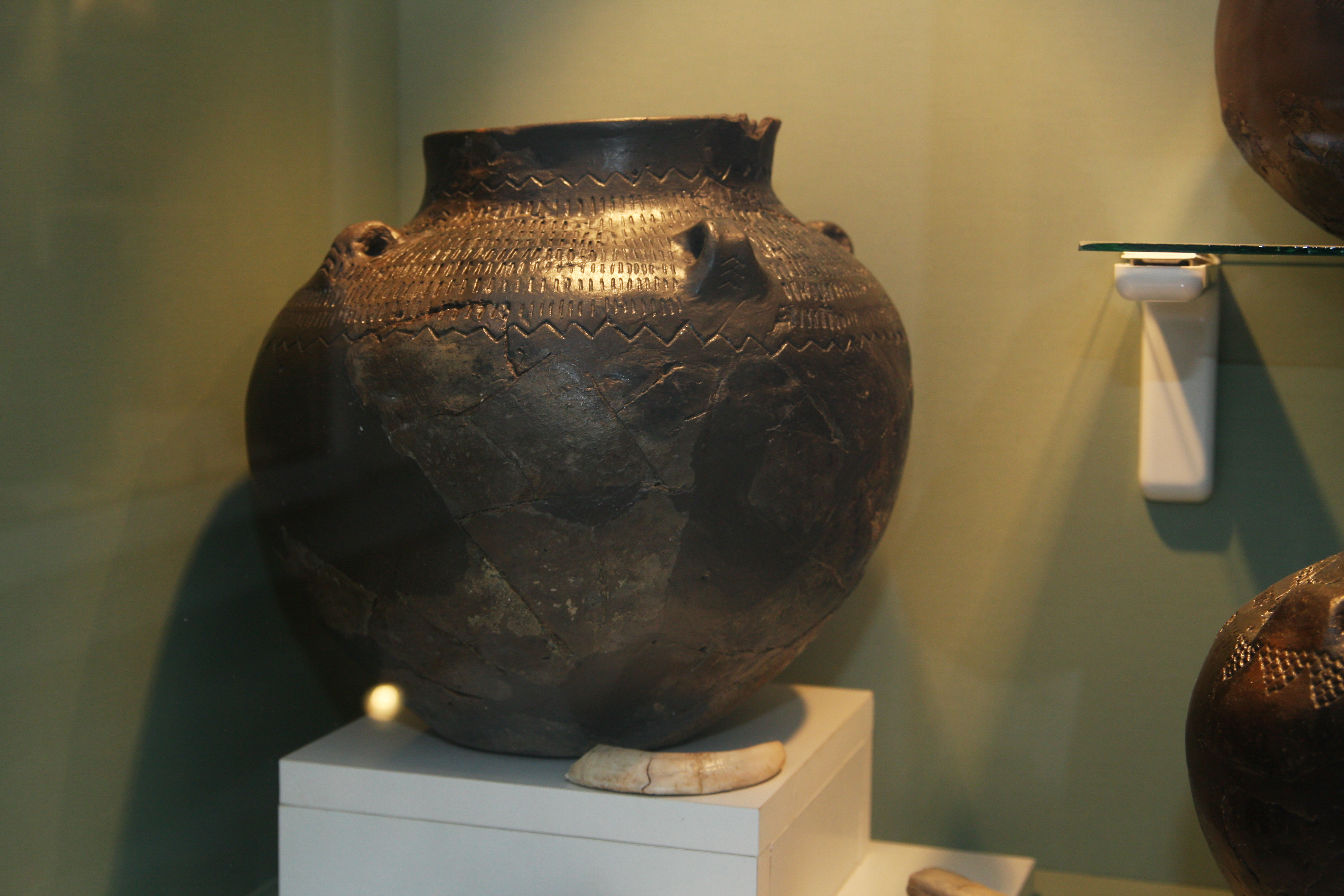
Типова куляста амфора з розкопок в Петра-Намц.

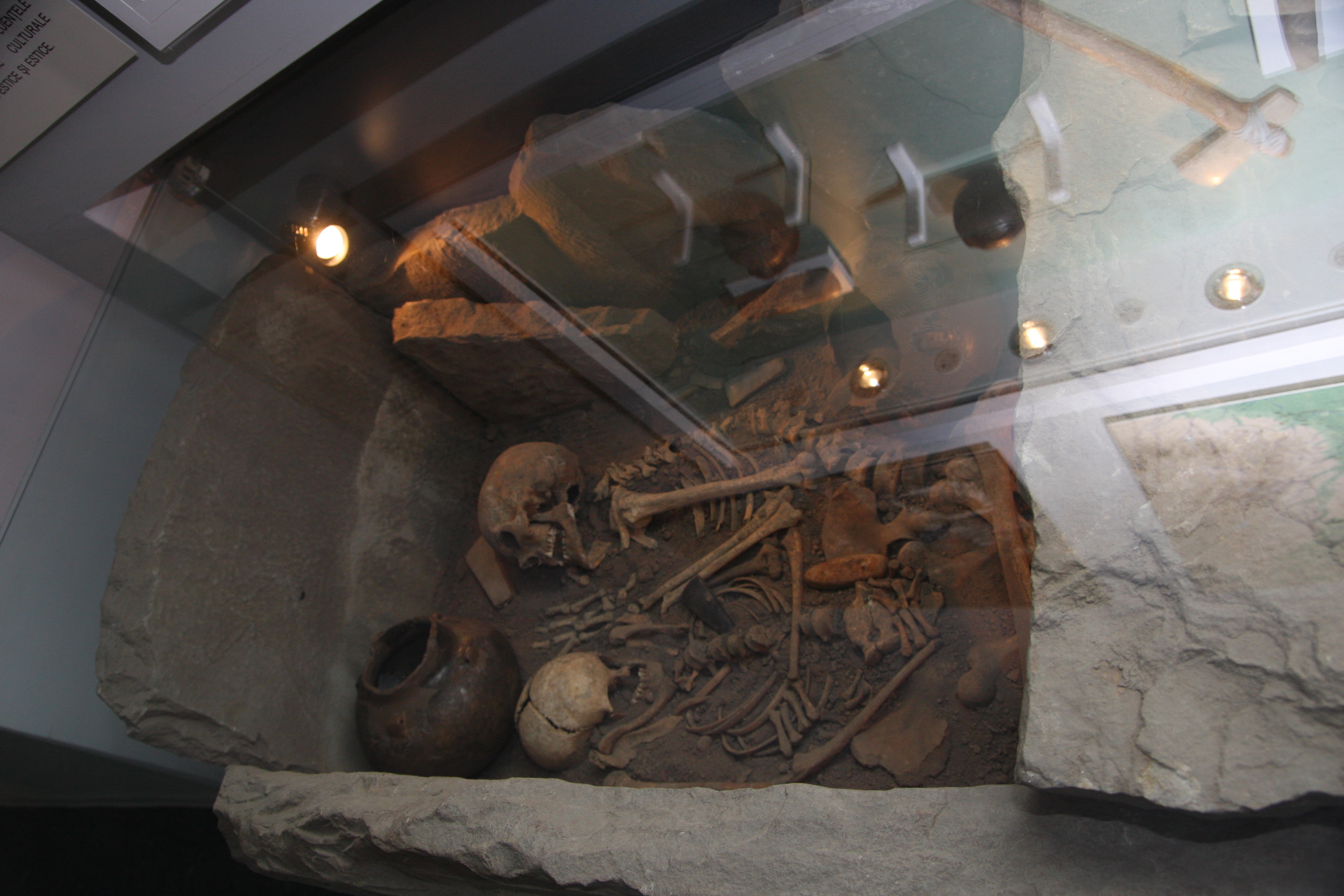
Типове поховання племен культури кулястих амфор.

Культу́ра куля́стих а́мфор (англ. Globular Amphora culture) — археологічна культура епохи пізнього енеоліту, що існувала на території Дніпровського Правобережжя та межиріччі Пруту і Серету в IV—III тисячолітті до н. е.

## Загальна характеристика
Назву культурі запропонував археолог Густаф Коссинна за характерними керамічними виробами властивими для цієї культури. Сусідами племен культури кулястих амфор були племена ямної культури, племена шнурової кераміки та племена баденської культури, а в ранні часи і племена трипільської культури. На території України поділяється на два локальні варіанти — волинський та подільський. Племена культури кулястих амфор померлих ховали у прямокутних скринях, складених з кам'яних плит. У кожній гробниці знайдено від 1 до 10 кістяків. Померлих ховали у скорченому стані. Трупоспалення зустрічаються рідко. Над кам'яними плитами гробниці часто насипали курган. Проте більшість із цих курганів давно знищені. Тому часто знаходять поховання без курганного насипу над ним. У похованнях знайдено амфори кулястої форми (звідси назва культури) з циліндричними шийками, з двома або чотирма вушками, а також інший посуд, відшліфовані крем'яні сокири та вузькі долота, ножі з пластинок, кістяні овальні або підковоподібні пряжки від поясів, бурштинові прикраси (які судячи з всього були дуже популярними) тощо. Кременеві леза сокир пласкі і гарно відшліфовані. Носії культури кулястих амфор були осілими племенами, що займались в першу чергу скотарством і можливо, землеробством, що відігравало другорядну роль. Серед домашніх тварин у цих племен особливе місце займала свиня. Великі кам'яні скрині з багатьма одночасними похованнями свідчать про виділення з родової общини великих патріархальних сімей. Поширення цієї культури на території України відбулось після раптової зміни клімату приблизно у 3100 році до н. е. і подальшими проблемами з веденням землеробства на території Європи — клімат став більш аридним, Європу заселяли скотарські племена. Предками племен культури кулястих амфор вважаються племена лійчастого посуду. Сучасні дослідники керуючись методами радіовуглецевого датування датують час існування культури кулястих амфор періодом: 3500 — 2800 рр. до н. е. Багато вчених схильні вважати носіїв цієї культури індоєвропейцями або протоіндоєвропейцями.

## Поширення
Найдавніші поселення культури кулястих амфор знайдені на території Білорусі. Культура була поширена від басейну Ельби на схід до Вісли, далі на південь до Дністра і на схід до Дніпра. Самі кульовидні амфори, що поширювались серед інших племен, з якими контактували племена кулястих амфор, зустрічаються значно ширше — до Осетії на сході та серед мегалітичних поховань у західній Європі. Знахідки слідів культури кулястих амфор у степовій зоні України пов'язують з пізнім етапом її поширення близько 2950—2350 рр. до н. е. з центру на Волині і Поділлі.

## Дослідження
Історія племен культури кулястих амфор досліджена поки що слабо. Це пояснюється насамперед станом наявних археологічних джерел. На сучасній території України досі невідомі поселення чи навіть короткочасні стоянки населення цієї культури. У Європі виявлені поселення племен культури кулястих амфор невиразні — основна інформація отримана з поховань. В Україні досліджені лише окремі поховання, але ці матеріали дають однобічне, неповне уявлення про життя та діяльність цих багато в чому загадкових племен.

## Поховання
Померлих племена культури кулястих амфор ховали в так званих кам'яних скринях над якими часто насипали курган. Іноді мертвих ховали в ямах, що нагадували колодязі. Над похованнями не збереглися (а можливо їх не і не було) ніяких зовнішніх позначень. Тому поховання культури кулястих амфор виявляються лише випадково, і відомості про них залишаються лише фрагментарними. У похованнях містяться чисельні дари — в першу чергу кулясті амфори, а також кам'яні сокири. Часто в похованнях разом з кістяками людей знаходять похованих тварин — очевидно принесених в жертву.
В кількох місцях досліджено по кілька кам'яних скринь, що, треба думати, свідчить про існування у цих племен могильників. У кам'яних скринях ховали як окремих людей, так і цілі групи. В тих рідкісних випадках, коли вдавалося встановити стать похованих, виявилося, що це були чоловіки, або чоловіки з жінками. Парні поховання наводять багатьох дослідників на думку, що жінок приносили в жертву і ховали разом з їх чоловіками. Такий звичай називається «саті» і у свій час він був поширений у багатьох індоєвропейських народів.
Для поховання племена культури кулястих амфор часто використовували мегалітичні споруди та кургани своїх попередників — племен культури лійчастого посуду.

### Археологічна знахідка в селі Колодяжне
Великий інтерес становить поховальна кам'яна скриня, досліджена поблизу села Колодяжного Житомирської області.
Вона складалася з двох камер. У більшій було поховано 9 осіб, у меншій — одну. В більшій камері, посередині, під чільною стінкою скрині, в сидячій позі виявлено кістяк чоловіка. З обох боків від нього, в скороченому положенні, на боці, лицем до чоловіка, були поховані дві жінки, кожна з двома маленькими дітьми. У ногах жінок у скороченому положенні, головою до середини камери, лежали на боці кістяки двох підлітків. У меншій камері лежав ще один кістяк у скороченому положенні, на боці, спиною до решти похованих, лицем до входу.
Двокамерність поховальної споруди, наявність поховального інвентарю у більшій камері й відсутність його при окремому похованні у меншій камері свідчать про неоднакове родинне та суспільне становище похованих.

### Поховання з села Іванне
Поховання в с. Іванне було відкрите в 1986 р. під час сільськогосподарських робіт на полі. Поховання складалося з кам'яної скрині-саркофагу направленої по лінії схід-захід. Поховання складалося з двох скелетів (старшому 40-50 років, молодшому 17-22 років), миски з рівним дном, кулястої амфори з чотирма вушками, уламку циліндричної невеликої посудини, фрагменту вінце від циліндричної посудини, миски лійчастої миски, амфори яйцеподібної форми та двома вушками, амфори з рівним дном та чотирма вушками  та бурштиновим диском амулетом. Унікальним це поховання робить останній предмет. Бурштиновий диск амулет має розміри; діаметр 11,5 на 12 см, товщина 1,4 см, діаметр центрального отвору 2,4 см. На диску є зображення хреста який складається з чотирьох ліній утворених точками. З іншого боку є зображення трьох людей та декілька нарізів. Один із чоловіків (той, що більшого розміру) має лук і стріли. Ми можемо припустити, що тут зображена сцена релігійного або міфологічного сюжету. Можемо припустити що, тут відбувається якась релігійна подія, можливо сюжет того що бог іде з людьми заселити землю або зібрання воїнів, які ідуть за вождем. Також це поховання є унікальним з причини в ньому є предмет зі зображення людини (бурштиновий амулет). Ніде немає предметів зі зображенням людини цієї культури. В наш час цей бурштиновий диск зберігається в Дубнівському краєзнавчому музеєві.

### Сліди поселення в селі Бродів
Бродів — сліди поселення на північ від села на першій надзаплавній терасі лівого берега Горині виявив наприкінці 1970-х рр. О.А. Бондарчук. У 2008 р. у місці найбільшого скупчення знахідок О.Л. Позіховський і В.О. Самолюк заклали розкоп площею 23,8 м2 і шурфи, в яких виявлені матеріали від доби енеоліту до XVII ст. (Прищепа та ін. 2008). Об’єкт ККА (за польовою документацією, об’єкт К) поруйнований збоку обривом, а зверху — котлованом споруди ХVІІ ст. В її долівці виявлено нижню частину округлої в плані ями діаметром 1,1 м, що розширювалася до дна до 1,7 м. Висота вцілілої частини 0,7 м . У заповненні ями виявлені дрібні уламки посуду, оздоблені прямокутним штампом, вдавленнями від пальця зі слідами нігтя (найбільше), два фрагменти зі шнуровим орнаментом і оздоблений ритованими лініями, заповненими білою пастою. Привертають увагу уламки великої амфори з вушками та рельєфним горизонтальним валиком на плічках, від якого вверх відходить вертикальний. Діаметр вінець 24,0 см, товщина стінок 0,5—0,7 см. Загалом кераміка виготовлена з добре вимішаної щільної маси з домішкою дрібної жорстви, перегорілого кременю та природного дрібнослюдистого піску. Поверхня загладжена, іноді підлощена, чорно-коричневих відтінків.

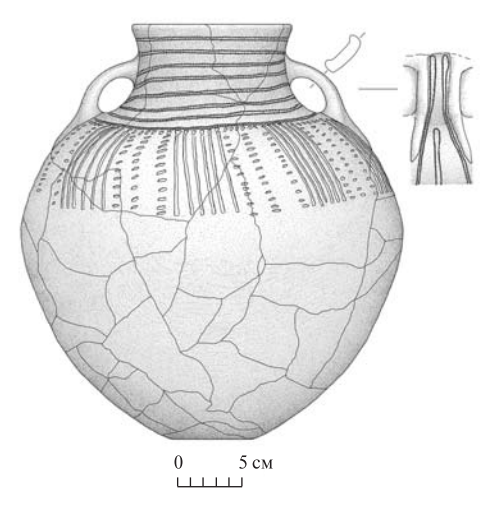
Поховання смт. Торчин

З-поміж інших знахідок — чотири кістяні проколки (рис. 6, 1—4), крем’яні вироби із західноволинського туронського креміню сірих відтінків, зокрема кутовий різець на сколі шліфованої сокири і 12 річкових мушель з просвердленим отвором. Мушлі родини Theodoxus (визначення канд. геогр. наук Р.Я. Дмитрука), які були, мабуть, разком на шию чи руку (браслет), вперше знайдені на Західній Волині та вкрай рідкісні і в сусідній (польській) групі ККА. Зокрема, разок намиста з мушель Himnea ovata трапився в Потирах у похованні 1 (Nosek 1967, s. 335, ryc. 101). У культурному шарі знайдено ще декілька уламків кераміки, зокрема й оздоблений візерунком у вигляді риб’ячої луски (рис. 6, 10—13). За стилем орнаментації посуду об’єкт К iз Бродова дещо перегукується з матеріалами з Пересопниці (Терський 1998), де об’єкт (яма) за кістками тварин датований 14С 2460—2320 саl ВС.

### Новомалин
Новомалин — пункт внесений І.К. Свєшніковим до зведення пам’яток ККА як непевно документована через невцілілий супровід кам’яна гробниця, виявлена випадково наприкінці 19 ст. (Свешников 1983, с. 28). Нині він надійно лишається в списку пам’яток ККА. 1983 р. на північно-східній околиці села, на пологому схилі краю плато, селяни зруйнували гробницю з вапнякових плит і брукованою дрібним камінням долівкою, орієнтовану південь—північ. За їхньою інформацією, в ній був один скелет. У викиді О.А. Бондарчук і О.Л. Позіховський знайшли фрагмент середньої частини тулуба амфори. Місцеві мешканці також передали до Державного історико-культурного заповідника м. Острог трапецієподібну сокиру-тесло з темно-сірого волинського туронського кременю. Її розміри: довжина 11,7 см, ширина обуха 1,8 см, леза — 3,7 см (рис. 2, 6). Додамо, що на захід від села обстежені два поселення значних (за поширенням матеріалу на поверхні) розмірів, де 2007 р. зібрані артефакти різних культур, зокрема й ККА.

### Біле Озеро1
В 2004 р. на пам’ятці Біле Озеро 1, розташованій вздовж берегової лінії Канівського водосховища, в зоні розмиву знайдено кілька фрагментів тонкостінної ліпної посудини із врізним орнаментом. Орнаментальні композиції та деталі оформлення посудини, що збереглися на знайдених фрагментах, були непритаманні відомим на пам’ятці різночасовим керамічним комплексам. Найближчі аналогії їм віднаходяться в кераміці культури кулястих амфор.

### Остор. Уроч. Карпати
ІнтерпреОстрог, уроч. Карпати — кам’яна гробниця, виявлена випадково 1969 р. на північній околиці міста. Повторне звернення до цієї пам’ятки спричинено дещо «вільною» передачею супроводу. У Державному історикокультурному заповіднику м. Острог уціліли уламки від чотирьох посудин, вигляд яких відрізняється від поданих у публікаціях (Свешников 1983, с. 27, табл. V, 1, 4—6; Szmyt 1999, Pl. 30, 1, 2, 8, 9). Фрагмент вінця вузькогорлої амфори, оздобленого двома горизонтальними смугами орнаменту у вигляді риб’ячої луски (рис. 3, 1). Поверхня темно-сіра, лощена; маса відмулена, з природною домішкою дрібного піску, злам тришаровий. Д 7,6 см, товщина 0,5 см. Два фрагменти (третій втрачений) верхньої частини широкогорлої великої амфоритація орнаментованої шнуровими фестонами під краєм виливу та прямокутним штампом — потрійна смуга зиґзаґа внизу горловини і три ряди вертикальних відбитків на плічках, згруповані в пасма. Поверхня з обох боків темнокоричнева, загладжена (зсередини помітні горизонтальні вузькі смужки); маса щільна з домішкою подрібненого кварцу, жорстви та грудочок висушеної глини. Д вінець приблизно 24,0 см, товщина стінок 0,6—0,9 см. Три фрагменти невеликої широкогорлої амфори (рис. 3, 3), оздобленої прямокутним штампом (фрагмент з вушком втрачений). Горловина орнаментована смугою подвійних рядів зиґзаґа, що утворюють ромби, облямованої знизу подвійним рядком вертикальних відбитків, згрупованих у пасма. Такий само візерунок, відділений від горловини потовщеннямваликом, схоже, був продубльований і на плічках. Поверхня темно-сіра, лощена, зсередини тоненькі смужки від загладжування; маса відмулена, домішка перегорілого кременю різного розміру, злам одношаровий, темний. Д вінець 16,0 см, товщина стінок 0,5 см. Фрагменти нижньої частини стрункої амфори (рис. 3, 4). Поверхня коричнева, лощена; маса відмулена, домішка грудочок висушеної глини, кровавика та природна — дрібного піску, злам одношаровий. Д денця 7,8 × 8,1 см, товщина стінок 0,4—0,5 см. Зауважимо, що не зовсім вдало проілюстрований І.К. Свєшніковим і інвентар із гробниці Межиріч, особливо сокири-тесла. Неточності в ілюстраціях і описі матеріалу загалом підривають довіру до інформації вченого. Це тим паче очевидно з появою праці М. Шмит, рисунки якої вочевидь демонструють певні розбіжності з поданими І.К. Свєшніковим, як, приміром, кераміка з поховань у Городку уроч. Мала Рудка (пор.: Свешников 1983, табл. ІV, 3, 8; Szmyt 1999, Pl. 7, 3, 4) та ін.

### Лючин
Лючин, уроч. Полянки — у 1980-х рр. О.Л. Позіховський виявив багатошарове поселення на південь від церкви, в широкій долині р. Збитенька, на східному краї низького останця. З-поміж інших зібраних на поверхні знахідок трапилося кілька уламків кераміки ККА.
У багатьох похованнях культури кулястих амфор зафіксовано покладення в могили тварин (очевидно принесених в жертву). Марія Гімбутас розглядає це як стійкий культурний елемент, отриманий від скотарів степової зони. Практика «саті», наявність якої у носіїв ямної культури вважає Гімбутас, теж розглядається як дуже стійкий елемент скотарів. Прихильники Гімбутас та її курганної гіпотези вказують на цю характерну поховальну практику і вважають, що ця культура є другою хвилею міграції індоєвропейців в Європу з причорноморських степів.
У середині XX століття була поширена думка, що племена кулястих амфор були предками слов'ян, германців та балтійців без будь-яких помітних меж між ними у той час. На сьогодні багато дослідників цю точку зору вважають застарілою, а племена кулястих амфор вважаються предками народів «кентумних» мов — кельтів, італіків, іллірійців.

### Березовичі
На лівому березі р. Свинорийки в уроч. Яворівка в північно-західній частині села було виявлено поселення ККА та Стжижовської культури. Матеріал розвідки складався з фрагментів кераміки, крем’яних нуклеусів, крем’яних просвердлених сокир, лінзоподібні у перетині сокири, знаряддя на крем’яних пластинах та відщепах. Матеріал було виявлено під час археологічної розвідки у 1986 р. В. Коноплею. 

### Бубнів
На лівому березі Луки в уроч. Курган, що на відстані 2 км від села в південному напрямку, було знайдено вушко  посудини темно-сірого кольору . Оздоблення складалося з відтисків у вигляді «ялинки». В глиняному тісті виявлено домішки жорстви.  

### Володимир
В місті було виявлено амфору та дві крем’яні сокири. Амфора  невеликого розміру з кулястим тулубом, широкою та короткою шийкою, на плічках знаходяться чотири вушка. Колір посудини світло сірий. Посудина оздоблена з спіральним орнаментом та рядами заглиблень на шийці. Також на пам’ятці виявлено кам’яні шліфовані сокири, одна з яких має прямокутну форму та суцільно зашліфована.  

### Горичів
На лівому березі р. Луги на відстані 1 км від села в орному полі яке розміщене на плавному схилі, було виявлено уламки посудин різних культур, в тому числі фрагменти тонкостінної посудини темного кольору ККА. В тісті виявлено домішки піску та дрібні зерна товченого граніту. Кераміка лощена. Орнамент уламків посудини складався з ліній відбитку товстого та тонкого шнура. Лінії від шнурів розміщено на посудині горизонтально та у вигляді зиґзаґу. На південь від цих знахідок також було знайдено уламки посуду цієї культури. Це були уламки темного кольору. Оздоблення одного з   уламків складалося з  горизонтальної  лінії точок утворених штампом. Археологічний матеріал було добуто під час археологічної розвідки в 1984 р. В. Бучака. 

### Зимно
В  уроч. Городище  було виявлено фрагменти посуду ККА, а саме-уламки з вушком, вінчикі, частинки тулуба і шийка. Орнамент є у вигляді «ялинки» (на одному з фрагментів було дві вертикальні лінії від яких малі лінії під кутом 45 градусів спускаються вниз утворюючі ялинку), горизонтальні лінії створені відбитком шнура, створені такою ж технікою зиґзаґи, кола з точок та орнамент у вигляді букв «Л». Колір фрагментів був сіро-коричневого кольору. В зламі кераміки виявлені жорства, гідрослюда та пісок. Залишки життєдіяльності представників ККА було виявлено під час розкопок в 60-70 рр 20 ст та 1997 р. Ю Захарчуком, М. Пелещишеном, А. Броніцким, Г. Охріменком, В. Аулім. 

### Литовеж
На правому березі р. Західний Буг неподалік села було виявлено поховання ККА. Поховання представляє собою гробницю з кам’яних плит в середині якої розміщувались кістки двох покійників та поховальний інвентар. Поховальний інвентар складався з двох керамічних посудин чорного кольору  та крем’яної сокири яка була клиноподібна та чотирикутна, довжина сокири 15 см. Оздоблення посудин складалося з напівкруглих заглиблень. Поховання було випадково знайдене в 1931 р.  О. Цинкаловським. 

### Черчичі
На лівому березі р. Луги в уроч. Старе Село неподалік села на залишках багатошарового поселення було виявлено фрагменти кераміки ККА та крем’яні вироби. Орнамент одного з уламків складався з ряду вм’ятин. Фрагмент мають чорний колір та добре лощена. В глиняному тісті були виявлені домішки товченого граніту та рослинні домішки. Матеріали було виявлено під час археологічної розвідки в 1984 р. В. Бучан. 